# Bocha nos Jogos Paralímpicos de Verão de 2016 – Duplas mistas BC3
A competição duplas mistas BC3 da bocha nos Jogos Paralímpicos de Verão de 2016 ocorreu em 10 de setembro no Riocentro. A medalha de ouro foi para o Brasil, representado por Evelyn de Oliveira, Evani Soares da Silva e Antônio Leme, após derrotar os sul-coreanos Jeong Ho Won, Kim Han Soo e Choi Ye Jin por 5 a 2.

## Fase final
|  | Semifinal | Semifinal         | Semifinal |  |  | Final               | Final               | Final               |
|  |           |                   |           |  |  |                     |                     |                     |
|  | 1         | KOR Coreia do Sul | 6         |  |  |                     |                     |                     |
|  | 4         | GRE Grécia        | 1         |  |  |                     |                     |                     |
|  |           |                   |           |  |  |                     | KOR Coreia do Sul   | 2                   |
|  |           |                   |           |  |  |                     | BRA Brasil          | 5                   |
|  | 3         | BRA Brasil        | 6         |  |  |                     |                     |                     |
|  | 2         | SIN Singapura     | 2         |  |  | Disputa pelo bronze | Disputa pelo bronze | Disputa pelo bronze |
|  |           |                   |           |  |  |                     | GRE Grécia          | 8                   |
|  |           |                   |           |  |  |                     | SIN Singapura       | 1                   |

## Fase eliminatória

### Grupo A
| Bocha nos Jogos Paralímpicos de Verão de 2016 - Duplas mistas BC3 - Grupo A | Bocha nos Jogos Paralímpicos de Verão de 2016 - Duplas mistas BC3 - Grupo A | Bocha nos Jogos Paralímpicos de Verão de 2016 - Duplas mistas BC3 - Grupo A | Bocha nos Jogos Paralímpicos de Verão de 2016 - Duplas mistas BC3 - Grupo A | Bocha nos Jogos Paralímpicos de Verão de 2016 - Duplas mistas BC3 - Grupo A | Bocha nos Jogos Paralímpicos de Verão de 2016 - Duplas mistas BC3 - Grupo A | Bocha nos Jogos Paralímpicos de Verão de 2016 - Duplas mistas BC3 - Grupo A | Bocha nos Jogos Paralímpicos de Verão de 2016 - Duplas mistas BC3 - Grupo A | Bocha nos Jogos Paralímpicos de Verão de 2016 - Duplas mistas BC3 - Grupo A | Bocha nos Jogos Paralímpicos de Verão de 2016 - Duplas mistas BC3 - Grupo A | Bocha nos Jogos Paralímpicos de Verão de 2016 - Duplas mistas BC3 - Grupo A | Bocha nos Jogos Paralímpicos de Verão de 2016 - Duplas mistas BC3 - Grupo A | Bocha nos Jogos Paralímpicos de Verão de 2016 - Duplas mistas BC3 - Grupo A | Bocha nos Jogos Paralímpicos de Verão de 2016 - Duplas mistas BC3 - Grupo A | Bocha nos Jogos Paralímpicos de Verão de 2016 - Duplas mistas BC3 - Grupo A | Bocha nos Jogos Paralímpicos de Verão de 2016 - Duplas mistas BC3 - Grupo A | Bocha nos Jogos Paralímpicos de Verão de 2016 - Duplas mistas BC3 - Grupo A |
| Pos                                                                         | País                                                                        | Jogadores                                                                   | J                                                                           | V                                                                           | E                                                                           | D                                                                           | PP                                                                          | PC                                                                          | SD                                                                          | Pts                                                                         | H2H                                                                         | Jogador                                                                     | Coreia do Sul                                                               | Brasil                                                                      | Bélgica                                                                     | Canadá                                                                      |
| --------------------------------------------------------------------------- | --------------------------------------------------------------------------- | --------------------------------------------------------------------------- | --------------------------------------------------------------------------- | --------------------------------------------------------------------------- | --------------------------------------------------------------------------- | --------------------------------------------------------------------------- | --------------------------------------------------------------------------- | --------------------------------------------------------------------------- | --------------------------------------------------------------------------- | --------------------------------------------------------------------------- | --------------------------------------------------------------------------- | --------------------------------------------------------------------------- | --------------------------------------------------------------------------- | --------------------------------------------------------------------------- | --------------------------------------------------------------------------- | --------------------------------------------------------------------------- |
| 1 Q                                                                         | KOR Coreia do Sul                                                           | Jeong Ho Won Kim Han Soo Choi Ye Jin                                        | 3                                                                           | 3                                                                           | 0                                                                           | 0                                                                           | 21                                                                          | 5                                                                           | +16                                                                         | 9                                                                           | H2H                                                                         | Coreia do Sul                                                               |                                                                             | 4-1                                                                         | 7-3                                                                         | 10-1                                                                        |
| 2 Q                                                                         | BRA Brasil                                                                  | Evelyn de Oliveira Evani Soares da Silva Antônio Leme                       | 3                                                                           | 2                                                                           | 0                                                                           | 1                                                                           | 16                                                                          | 8                                                                           | +8                                                                          | 7                                                                           | H2H                                                                         | Brasil                                                                      | 1-4                                                                         |                                                                             | 4-2                                                                         | 11-2                                                                        |
| 3                                                                           | BEL Bélgica                                                                 | Kirsten de Laender Pieter Cilissen Kenneth Verwimp                          | 3                                                                           | 1                                                                           | 0                                                                           | 2                                                                           | 12                                                                          | 11                                                                          | -1                                                                          | 5                                                                           | H2H                                                                         | Bélgica                                                                     | 3-7                                                                         | 2-4                                                                         |                                                                             | 7-0                                                                         |
| 4                                                                           | CAN Canadá                                                                  | Marylou Martineau Bruno Garneau Eric Bussiere                               | 3                                                                           | 0                                                                           | 0                                                                           | 3                                                                           | 3                                                                           | 28                                                                          | -25                                                                         | 3                                                                           | H2H                                                                         | Canadá                                                                      | 1-10                                                                        | 2-11                                                                        | 0-7                                                                         |                                                                             |

### Grupo B
| Bocha nos Jogos Paralímpicos de Verão de 2016 - Duplas mistas BC3 - Grupo B | Bocha nos Jogos Paralímpicos de Verão de 2016 - Duplas mistas BC3 - Grupo B | Bocha nos Jogos Paralímpicos de Verão de 2016 - Duplas mistas BC3 - Grupo B | Bocha nos Jogos Paralímpicos de Verão de 2016 - Duplas mistas BC3 - Grupo B | Bocha nos Jogos Paralímpicos de Verão de 2016 - Duplas mistas BC3 - Grupo B | Bocha nos Jogos Paralímpicos de Verão de 2016 - Duplas mistas BC3 - Grupo B | Bocha nos Jogos Paralímpicos de Verão de 2016 - Duplas mistas BC3 - Grupo B | Bocha nos Jogos Paralímpicos de Verão de 2016 - Duplas mistas BC3 - Grupo B | Bocha nos Jogos Paralímpicos de Verão de 2016 - Duplas mistas BC3 - Grupo B | Bocha nos Jogos Paralímpicos de Verão de 2016 - Duplas mistas BC3 - Grupo B | Bocha nos Jogos Paralímpicos de Verão de 2016 - Duplas mistas BC3 - Grupo B | Bocha nos Jogos Paralímpicos de Verão de 2016 - Duplas mistas BC3 - Grupo B | Bocha nos Jogos Paralímpicos de Verão de 2016 - Duplas mistas BC3 - Grupo B | Bocha nos Jogos Paralímpicos de Verão de 2016 - Duplas mistas BC3 - Grupo B | Bocha nos Jogos Paralímpicos de Verão de 2016 - Duplas mistas BC3 - Grupo B | Bocha nos Jogos Paralímpicos de Verão de 2016 - Duplas mistas BC3 - Grupo B | Bocha nos Jogos Paralímpicos de Verão de 2016 - Duplas mistas BC3 - Grupo B |
| Pos                                                                         | País                                                                        | Jogadores                                                                   | J                                                                           | V                                                                           | E                                                                           | D                                                                           | PP                                                                          | PC                                                                          | SD                                                                          | Pts                                                                         | H2H                                                                         | Jogador                                                                     | Singapura                                                                   | Grécia                                                                      | Portugal                                                                    | Reino Unido                                                                 |
| --------------------------------------------------------------------------- | --------------------------------------------------------------------------- | --------------------------------------------------------------------------- | --------------------------------------------------------------------------- | --------------------------------------------------------------------------- | --------------------------------------------------------------------------- | --------------------------------------------------------------------------- | --------------------------------------------------------------------------- | --------------------------------------------------------------------------- | --------------------------------------------------------------------------- | --------------------------------------------------------------------------- | --------------------------------------------------------------------------- | --------------------------------------------------------------------------- | --------------------------------------------------------------------------- | --------------------------------------------------------------------------- | --------------------------------------------------------------------------- | --------------------------------------------------------------------------- |
| 1 Q                                                                         | SIN Singapura                                                               | Sze Ning Toh N.Taha Mohammad                                                | 3                                                                           | 2                                                                           | 0                                                                           | 1                                                                           | 9                                                                           | 6                                                                           | +3                                                                          | 7                                                                           | H2H                                                                         | Singapura                                                                   |                                                                             | 3-2                                                                         | 5-1                                                                         | 1-3                                                                         |
| 2 Q                                                                         | GRE Grécia                                                                  | Anna Ntenta Nikolaos Pananos Grigorios Polychronidis                        | 3                                                                           | 2                                                                           | 0                                                                           | 1                                                                           | 11                                                                          | 6                                                                           | +5                                                                          | 7                                                                           | H2H                                                                         | Grécia                                                                      | 2-3                                                                         |                                                                             | 5-2                                                                         | 4-1                                                                         |
| 3                                                                           | POR Portugal                                                                | Armando Costa Jose Carlos Macedo Mario Peixoto                              | 3                                                                           | 1                                                                           | 0                                                                           | 2                                                                           | 7                                                                           | 13                                                                          | -6                                                                          | 5                                                                           | H2H                                                                         | Portugal                                                                    | 1-5                                                                         | 2-5                                                                         |                                                                             | 4-3                                                                         |
| 4                                                                           | GBR Grã-Bretanha                                                            | Scott McCowan Jamie McCowan Patrick Wilson                                  | 3                                                                           | 1                                                                           | 0                                                                           | 2                                                                           | 7                                                                           | 9                                                                           | -2                                                                          | 5                                                                           | H2H                                                                         | Reino Unido                                                                 | 3-1                                                                         | 1-4                                                                         | 3-4                                                                         |                                                                             |